# سیبودان
سیبودان (به آلمانی: Seeboden am Millstätter See) یک منطقهٔ مسکونی در اتریش است که در ناحیه اشپیتال آن در دراو واقع شده‌است. سیبودان ۶٬۰۴۵ نفر جمعیت دارد.